# Vtech Holdings
VTech Holdings (amtlich VTech Holdings Limited, ursprünglich Video Technology Ltd. – 偉易達) ist ein Computerunternehmen mit Sitz in Hamilton, Bermuda und operativem Hauptsitz in Hongkong. VTech produziert schnurlose Telefone und entsprechendes Zubehör, einfache Computersysteme und elektronisches Lernspielzeug für Kinder. VTech ist der bekannteste Anbieter von Lerncomputern für Kinder.

## Geschichte
Das Unternehmen wurde im Jahr 1976 gegründet.
In den 1980er und frühen 1990er Jahren produzierte VTech auch Heimcomputer, wozu u. a. kompatible IBM PCs und der Laser 128 gehörten. Der Laser 128 war der einzige vollständig legale Klon des Apple IIc Computers. Apple Computer hatte versucht, VTech mit rechtlichen Schritten die Produktion des Laser 128 zu verbieten, aber da das Gerät mit dem Reverse-Engineering-Verfahren entwickelt wurde, ohne die Urheberrechte von Apple zu verletzen, durfte es weiter verkauft werden.
VTech stellte bis zum Erscheinen des Intel-80486-Prozessors Homecomputer her und verkaufte diese unter den Markennamen VTech, Laser und Leading Technology.
Im Jahre 2010 hat VTech in den USA erstmals auch ein speziell für Kinder im Vor- und Grundschulalter konzipiertes Lesegerät für E-Books – den V.Reader – auf den Markt gebracht.
VTech produziert für die Deutsche Telekom die DECT CAT-iq 2.0 Telefon-Mobilteile vom Typ „Speedphone“.
Im März 2011 beschäftigte VTech ca. 32.300 Mitarbeiter weltweit.
Am 24. Januar 2024 gab das insolvente Unternehmen Gigaset Communications GmbH bekannt, dass es von Vtech übernommen wird.

## Produkte

### Kommunikationstechnik
Unter der Firmenbezeichnung VTech Communications bietet VTech schnurlose DECT- und SIP-Telefone sowie Anrufbeantworter an.

### Heimcomputer

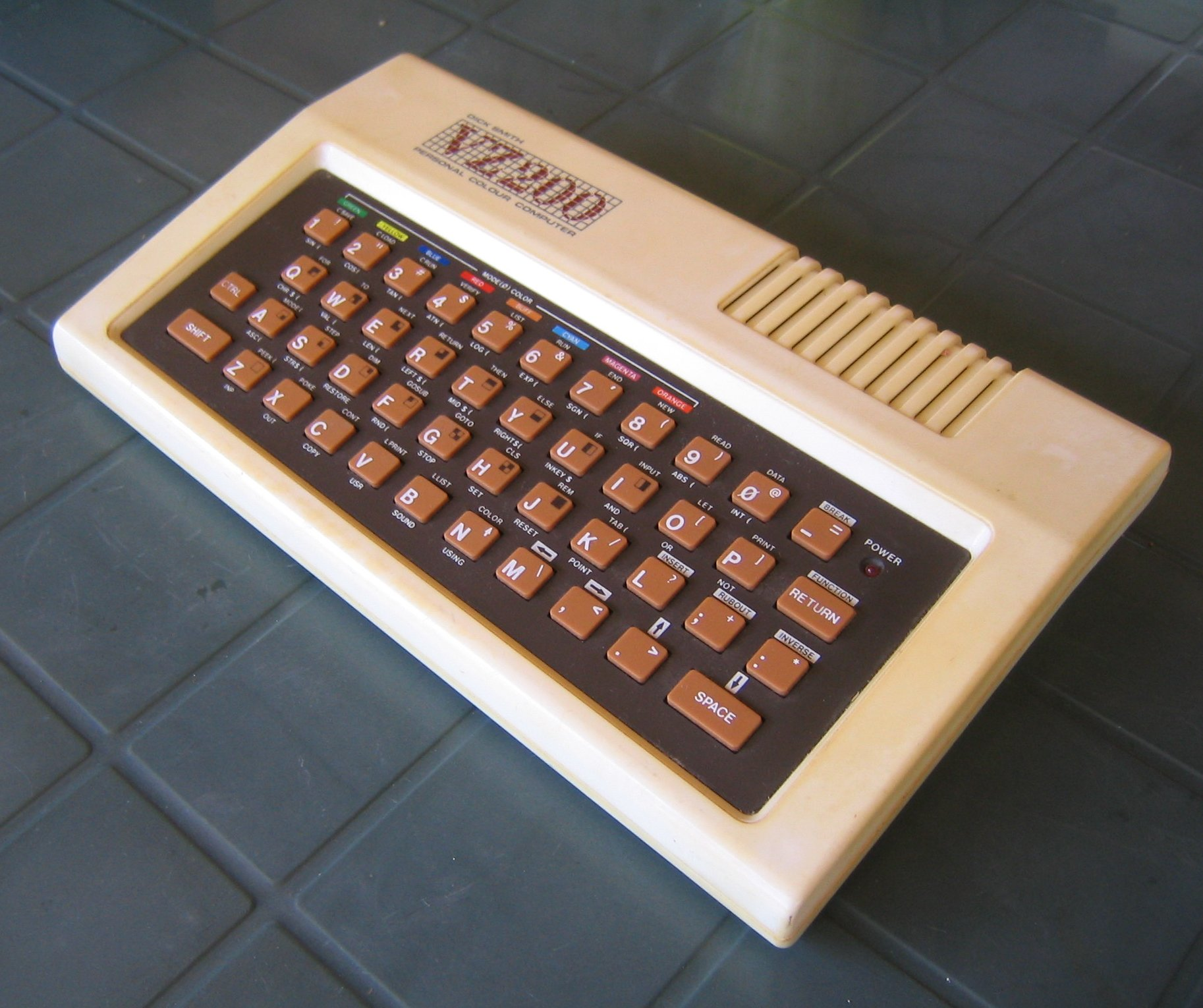
VZ200

- Mit Z80-CPU
  - Laser 50 / ONE
  - Laser 100 / 110
  - Laser 200 / 210
  - VZ 200
  - Laser 310
  - Laser 350 / 500 / 700 / 750
  - Laser PC3
- Mit 6502-CPU
  - Laser 128 / 128EX / 128EX2
  - CreatiVision / Laser 2001
  - Laser 3000

### Lerncomputer
(Auswahl) Konsolen und Notebooks

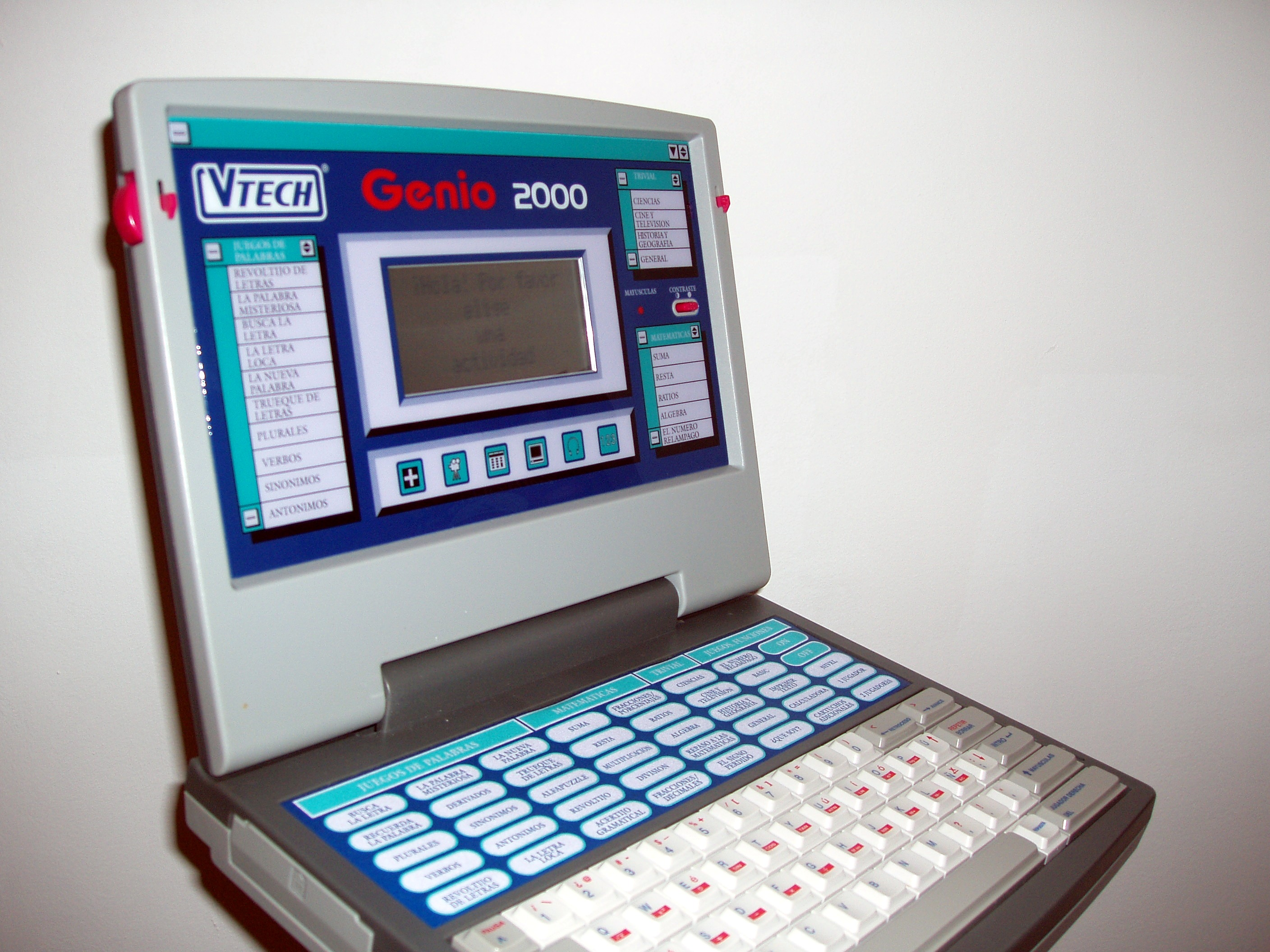
Lerncomputer Genio 2000

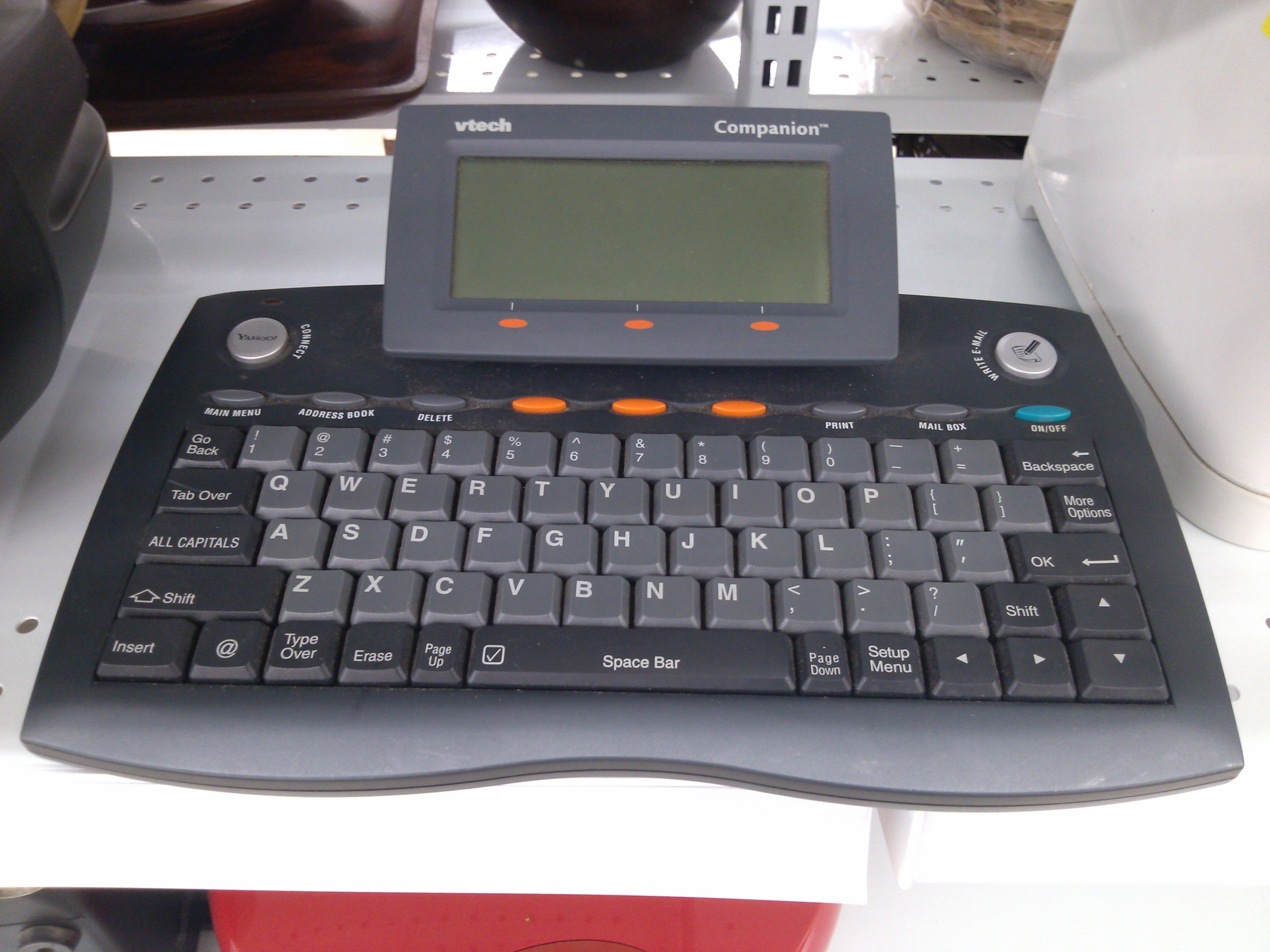
Model 80-36447 mit Internetfunktionen

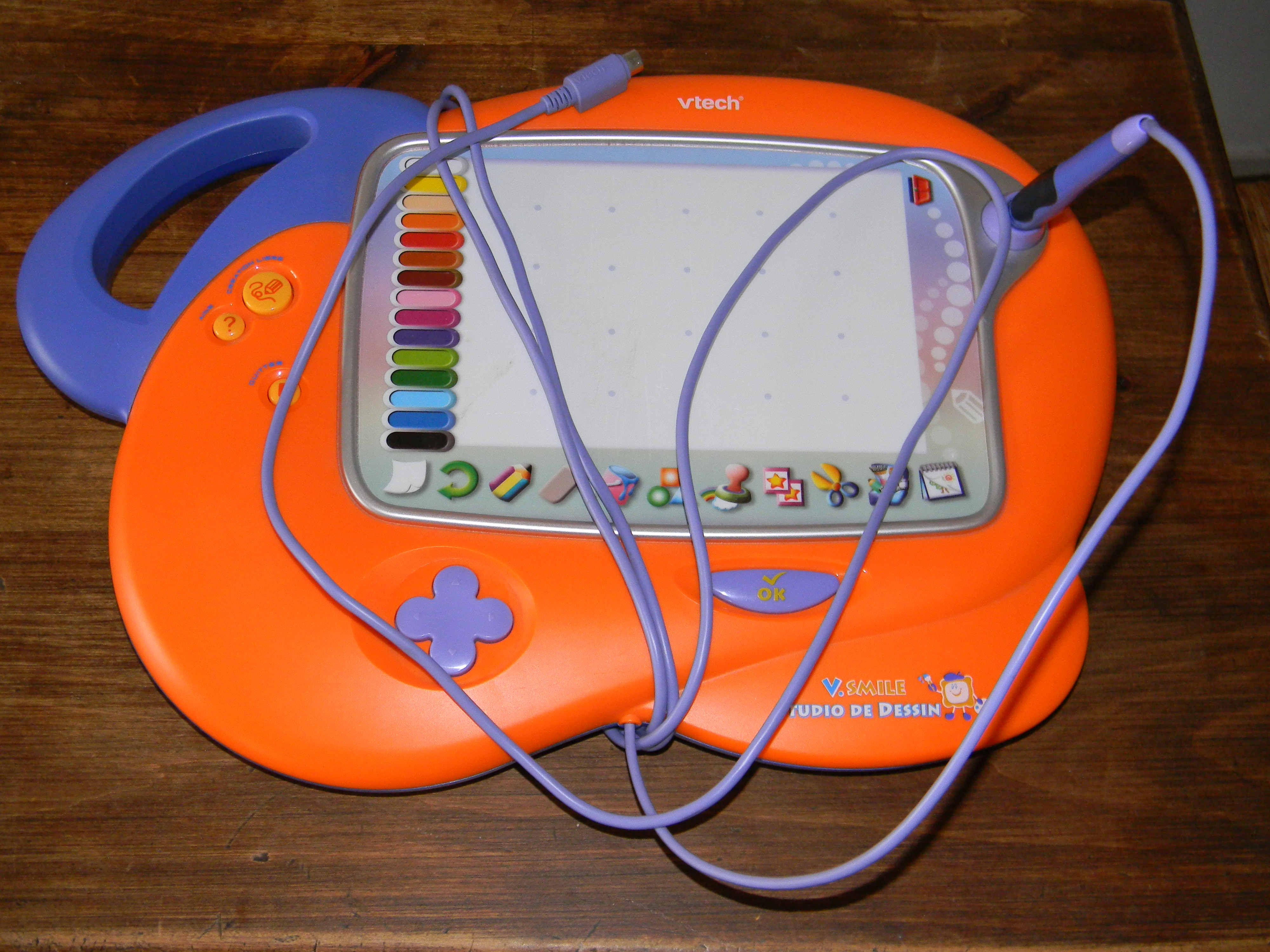
Zeichentablett für die Lernkonsole V.Smile für Kinder

- Teddy, mein erster Computer (bis 3 Jahre)
- V.Smile Baby (ab 18 Monaten)
- V.Smile, Lern-Konsole zum Anschluss an einen Fernseher (3-7 Jahre)
- V.Smile Pro (ab 5 Jahren)
- V.Smile Pocket, eine mobile Variante des V.Smile (6-9 Jahre)
- Ready, Set, School-Serie, z. B. Luis Lernreise (ab 4 Jahren)
- Genio (Laptop)
- Genius / -Plus (Laptop) ab 5 Jahren
- Genius Leader 1000 bis 8008
- Genius IQ 128
- Lerncomputer TV 512
- TV Learning Station (6-9 Jahre)
- Intelligence Advance E/R /I (Laptop ab 9 Jahren)
- Reader Laptop E
- School Laptop E
- Colour Laptop E
- Lern- und Musik Notebook
- Quiz Biz Mathe
- Tiger Maus

Mobilgeräte für Kinder
- DigiGo
- KidiCom MAX
- KidiCom MAX 2
- KidiCom Advance
- MobiGo / MobiGo 2
- Storio
- Storio MAX
- Storio MAX XL
- Storio MAX XL 2.0

Zudem gibt es weitere Lernspielzeuge wie elektronische Hörbücher und Pads zum Zeichnen.

## Datendiebstahl
Nach eigenen Angaben gab es am 14. November 2015 einen „nichtautorisierten Zugriff“ auf Kundendaten von Vtech. Insgesamt sind 4,8 Mio. Accounts von Eltern und 6,3 Mio. Profile von Kindern betroffen, davon mehrere Hunderttausend in Deutschland. Berichte, dass auch auf Kinderfotos zugegriffen wurde, kommentierte das Unternehmen nicht. Teile der Kundendaten wurden im Internet veröffentlicht.